# Sistotrema dennisii
Sistotrema dennisii é uma espécie de fungo pertence à família Hydnaceae.